# آگیم موراتی
آگیم موراتی (آلبانیایی: Agim Murati; ۸ مارس ۱۹۵۳ – ۱۵ سپتامبر ۲۰۰۵) بازیکن فوتبال اهل آلبانی بود.
از باشگاه‌هایی که در آن بازی کرده‌است می‌توان به باشگاه فوتبال پارتیزانی تیرانا اشاره کرد.
وی همچنین در تیم ملی فوتبال آلبانی بازی کرده‌است.